# Emily Carey
Emily Joanna Carey (Barnet, 30 de abril de 2003) é uma atriz britânica. Carey é conhecida por interpretar a versão jovem da personagem Alicent Hightower na série de fantasia House of the Dragon (2022) da HBO e a jovem Diane Prince (interpretada por Gal Gadot como um adulto) no filme Mulher Maravilha. Carey também desempenhou um papel na série adolescente da BBC Get Even (2020) e muito mais. Carey começou sua carreira como atriz infantil nos palcos de Londres e na novela BBC One Casualty (2014–2017, 2021) conhecida principalmente por seu papel de Grace Beauchamp na soap opera Casualty exibida pela BBC One.
Outros trabalhos notáveis incluem Mary Conan Doyle na série Houdini & Doyle da FOX/ITV, Shrek the Musical no Teatro Drury Lane e The Sound of Music no Regents Park Open Air Theatre; onde Carey teve uma nomeação no Laurence Olivier Award. Carey está listada em um artigo do Huffington Post como uma das cinco maiores estrelas mirins de 2016.